# فلینزبرگ (مینه‌سوتا)
فلینزبرگ، مینه‌سوتا (به انگلیسی: Flensburg, Minnesota) یک شهر در ایالات متحده آمریکا است که در شهرستان موریسون، مینه‌سوتا واقع شده‌است.

## خصوصیات
فلینزبرگ ۱۸٫۱۶ کیلومترمربع مساحت و ۲۲۵ نفر جمعیت دارد و ۳۶۹ متر بالاتر از سطح دریا واقع شده‌است.

## خواهرخوانده
شهرهای کارلایل، نویبرندنبورگ و سووپسک خواهرخوانده‌های فلینزبرگ، مینه‌سوتا هستند.